# The Survivor (romance de Cain)
The Survivor é o segundo romance da série Samuel Carver do escritor inglês de suspense, Tom Cain, lançado em 7 de julho de 2008 pela Bantam Press. O romance foi (um tanto paradoxalmente) lançado sob o título No Survivors para o público americano.

## Trama
O romance começa com Samuel Carver se passando por um homem da manutenção. Ele sabota o jato executivo do rico empresário texano Waylon McCabe. A sabotagem falha e McCabe começa a suspeitar que ele foi alvo de um assassinato e não vítima de um acidente bizarro. O romance então avança para continuar a história do primeiro romance de Cain, The Accident Man. Carver está se recuperando em um hospital suíço e tentando recuperar memórias perdidas durante a tortura pelo vilão daquele livro.
A história gira em torno da tentativa de McCabe de obter uma mala russa perdida com armas nucleares, em um esforço para instigar um holocausto nuclear que causaria o arrebatamento; Carver pretende detê-lo.

## Recepção
O romance foi relativamente bem recebido, com os críticos elogiando suas cenas de ação e enredo complicado. Outros críticos do romance citam o relacionamento de Carver com Petrova e o impacto do material temático do primeiro romance como falhas.
The Weekly Times afirmou que o livro é "um thriller complicado, complexo e divertido". Escrevendo para The Star-Ledger, Glenn Speer afirmou que "A ação se move em um ritmo rápido devido aos capítulos curtos e rápidos de Cain que sem dúvida irão ... encantar seus fãs". A Publishers Weekly foi menos efusiva em seus elogios, afirmando simplesmente que "a maioria dos fãs de suspense irá gostar desta aventura de ação em montanha-russa". Jeremy Jehu, resenhando para o The Daily Telegraph, deu ao romance uma avaliação mista, afirmando: "é bom, mas salvar o mundo não ressoa como matar a Princesa do Povo". Jeú também notou a dificuldade em superar o enredo da obra anterior. Sue Gammon, em uma crítica para a Australian Broadcasting Corporation, concedeu ao romance uma classificação de duas estrelas e meia de cinco, afirmando que a escrita de Cain "não é tão refinada quanto a de Childs", embora ela observe que este é apenas o segundo romance de Cain. Ela também afirmou que achou as cenas sobre o relacionamento entre Carver e Petrova "onde a trama se arrasta"; ela, no entanto, elogia as cenas de ação do romance.